# Snowboarden op de Olympische Winterspelen 2014 - Halfpipe mannen
Het onderdeel halfpipe voor mannen tijdens de Olympische Winterspelen 2014 vond plaats op 11 februari 2014 in het Rosa Choetor Extreme Park in Krasnaja Poljana. Regerend olympisch kampioen was de Amerikaan Shaun White.

## Tijdschema
| Datum       | Lokale tijd | MET   | Ronde        |
| ----------- | ----------- | ----- | ------------ |
| 11 februari | 14:00       | 11:00 | Kwalificatie |
| 11 februari | 19:00       | 16:00 | Halve finale |
| 11 februari | 21:30       | 18:30 | Finale       |

## Uitslag

### Kwalificatie
Heat 1
| #  | Bib | Naam              | Land             | 1e run | 2e run | Beste run | Opm. |
| -- | --- | ----------------- | ---------------- | ------ | ------ | --------- | ---- |
| 1  | 2   | Ayumu Hirano      | Japan            | 92.25  | 64.75  | 92.25     | QF   |
| 2  | 6   | Christian Haller  | Zwitserland      | 74.00  | 83.75  | 83.75     | QF   |
| 3  | 17  | David Hablützel   | Zwitserland      | 48.75  | 81.00  | 81.00     | QF   |
| 4  | 1   | Arthur Longo      | Frankrijk        | 79.25  | 20.75  | 79.25     | QS   |
| 5  | 19  | Tim-Kevin Ravnjak | Slovenië         | 68.75  | 76.50  | 76.50     | QS   |
| 6  | 18  | Shi Wancheng      | China            | 76.00  | 15.50  | 76.00     | QS   |
| 7  | 5   | Greg Bretz        | Verenigde Staten | 71.75  | 52.50  | 71.75     | QS   |
| 8  | 13  | Seamus O'Connor   | Ierland          | 66.25  | 71.50  | 71.50     | QS   |
| 9  | 4   | Johann Baisamy    | Frankrijk        | 71.25  | 36.75  | 71.25     | QS   |
| 10 | 20  | Derek Livingston  | Canada           | 34.25  | 70.25  | 70.25     |      |
| 11 | 16  | Lee Kwang-ki      | Zuid-Korea       | 27.00  | 69.50  | 69.50     |      |
| 12 | 15  | Dimi de Jong      | Nederland        | 25.25  | 64.25  | 64.25     |      |
| 13 | 11  | Nikita Avtanejev  | Rusland          | 34.50  | 63.75  | 63.75     |      |
| 14 | 3   | Dolf van der Wal  | Nederland        | 25.50  | 62.50  | 62.50     |      |
| 15 | 12  | Pavel Charitonov  | Rusland          | 58.75  | 54.50  | 58.75     |      |
| 16 | 10  | Ben Kilner        | Groot-Brittannië | 43.50  | 16.25  | 43.50     |      |
| 17 | 8   | Janne Korpi       | Finland          | 28.00  | 41.00  | 41.00     |      |
| 18 | 9   | Sergej Tarasov    | Rusland          | 23.00  | 39.50  | 39.50     |      |
| 19 | 7   | Ryo Aono          | Japan            | 37.50  | 13.00  | 37.50     |      |
| 20 | 14  | Dominic Harington | Groot-Brittannië | 12.75  | 37.25  | 37.25     |      |

QF – Gekwalificeerd voor finale; QS – Gekwalificeerd voor halve finale
Heat 2
| #  | Bib | Naam                | Land             | 1e run | 2e run | Beste run | Opm. |
| -- | --- | ------------------- | ---------------- | ------ | ------ | --------- | ---- |
| 1  | 25  | Shaun White         | Verenigde Staten | 95.75  | 70.75  | 95.75     | QF   |
| 2  | 28  | Taku Hiraoka        | Japan            | 92.25  | 63.50  | 92.25     | QF   |
| 3  | 39  | Danny Davis         | Verenigde Staten | 92.00  | 73.75  | 92.00     | QF   |
| 4  | 27  | Zhang Yiwei         | China            | 90.00  | 89.75  | 90.00     | QS   |
| 5  | 24  | Taylor Gold         | Verenigde Staten | 81.50  | 87.50  | 87.50     | QS   |
| 6  | 33  | Kent Callister      | Australië        | 87.00  | 25.5   | 87.00     | QS   |
| 7  | 29  | Nathan Johnstone    | Australië        | 86.00  | 27.50  | 86.00     | QS   |
| 8  | 26  | Iouri Podladtchikov | Zwitserland      | 15.00  | 82.00  | 82.00     | QS   |
| 9  | 23  | Jan Scherrer        | Zwitserland      | 43.50  | 69.75  | 69.75     | QS   |
| 10 | 21  | Scotty James        | Australië        | 68.50  | 15.00  | 68.50     |      |
| 11 | 38  | Johannes Hoepfl     | Duitsland        | 61.25  | 65.50  | 65.50     |      |
| 12 | 30  | Crispin Lipscomb    | Canada           | 29.25  | 65.25  | 65.25     |      |
| 13 | 40  | Markus Malin        | Finland          | 33.50  | 62.50  | 62.50     |      |
| 14 | 31  | Kim Ho-jun          | Zuid-Korea       | 61.75  | 20.00  | 61.75     |      |
| 15 | 35  | Jan Kralj           | Slovenië         | 59.75  | 27.75  | 59.75     |      |
| 16 | 37  | Michał Ligocki      | Polen            | 4.50   | 55.00  | 55.00     |      |
| 17 | 22  | Ayumu Nedefuji      | Japan            | 54.50  | 28.75  | 54.50     |      |
| 18 | 36  | Ilkka-Eemeli Laari  | Finland          | 49.00  | 52.00  | 52.00     |      |
| 19 | 34  | Brad Martin         | Canada           | 31.25  | 22.50  | 31.25     |      |
| 20 | 32  | Peetu Piiroinen     | Finland          | DNS    | DNS    | DNS       | DNS  |

QF – Gekwalificeerd voor finale; QS – Gekwalificeerd voor halve finale; DNS – Niet gestart

### Halve finale
| #  | Bib | Naam                | Land             | 1e run | 2e run | Beste run | Opm. |
| -- | --- | ------------------- | ---------------- | ------ | ------ | --------- | ---- |
| 1  | 26  | Iouri Podladtchikov | Zwitserland      | 87.50  | 41.25  | 87.50     | Q    |
| 2  | 5   | Greg Bretz          | Verenigde Staten | 83.00  | 44.25  | 83.00     | Q    |
| 3  | 33  | Kent Callister      | Australië        | 49.25  | 79.50  | 79.50     | Q    |
| 4  | 27  | Zhang Yiwei         | China            | 45.00  | 79.25  | 79.25     | Q    |
| 5  | 18  | Shi Wancheng        | China            | 15.50  | 78.50  | 78.50     | Q    |
| 6  | 19  | Tim-Kevin Ravnjak   | Slovenië         | 72.00  | 75.50  | 75.50     | Q    |
| 7  | 29  | Nathan Johnstone    | Australië        | 25.75  | 73.50  | 73.50     |      |
| 8  | 24  | Taylor Gold         | Verenigde Staten | 26.00  | 60.75  | 60.75     |      |
| 9  | 13  | Seamus O'Connor     | Ierland          | 54.00  | 43.00  | 54.00     |      |
| 10 | 4   | Johann Baisamy      | Frankrijk        | 18.50  | 37.00  | 37.00     |      |
| 11 | 1   | Arthur Longo        | Frankrijk        | 12.00  | 31.75  | 31.75     |      |
| 12 | 23  | Jan Scherrer        | Zwitserland      | DNS    | DNS    | DNS       | DNS  |

Q – Gekwalificeerd voor finale; DNS – Niet gestart

### Finale
| #      | Bib | Naam                | Land             | 1e run | 2e run | Beste run |
| ------ | --- | ------------------- | ---------------- | ------ | ------ | --------- |
| Goud   | 26  | Iouri Podladtchikov | Zwitserland      | 86.50  | 94.75  | 94.75     |
| Zilver | 2   | Ayumu Hirano        | Japan            | 90.75  | 93.50  | 93.50     |
| Brons  | 28  | Taku Hiraoka        | Japan            | 45.50  | 92.25  | 92.25     |
| 4      | 25  | Shaun White         | Verenigde Staten | 35.00  | 90.25  | 90.25     |
| 5      | 17  | David Hablützel     | Zwitserland      | 80.75  | 88.50  | 88.50     |
| 6      | 27  | Zhang Yiwei         | China            | 87.25  | 58.50  | 87.25     |
| 7      | 18  | Shi Wancheng        | China            | 81.00  | 25.00  | 81.00     |
| 8      | 19  | Tim-Kevin Ravnjak   | Slovenië         | 72.25  | 16.50  | 72.25     |
| 9      | 33  | Kent Callister      | Australië        | 40.00  | 68.50  | 68.50     |
| 10     | 39  | Danny Davis         | Verenigde Staten | 53.00  | 45.25  | 53.00     |
| 11     | 6   | Christian Haller    | Zwitserland      | 46.25  | 51.50  | 51.50     |
| 12     | 5   | Greg Bretz          | Verenigde Staten | 21.75  | 26.50  | 26.50     |